# لمسة (مانغا)
لمسة (بالإنجليزية: Touch)‏ هي سلسلة مانغا يابانية من تأليف ميتسورو أداتشي، نشرت في مجلة شونن سندي الأسبوعية في الفترة من 1981 حتى 1986. وتم جمعها في 26 تانكوبون. بيع ما يقرب من 100 مليون نسخة من المانغا.